# موهره سندهو
موهره سندهو (به انگلیسی: Mohra Sandhu) یک روستا در پاکستان است که در پنجاب واقع شده‌است.